# خولیا فیگروئا
خولیا فیگروئا (اسپانیایی: Julia Figueroa‎؛ زادهٔ ۷ آوریل ۱۹۹۱) جودوکار زن اهل اسپانیا است.